# 小川千奈
小川 千奈（おがわ せんな、1999年〈平成11年〉6月30日 - ）は、日本の気象キャスター、防災士、妖怪博士。ウェザーニューズ所属。岩手県盛岡市出身。岩手医科大学看護学部卒業。愛称は「せんちゃん」「おせん」。

## 来歴
学生時代は2018年のミスさんさ踊りの1人に選出されたほか、2020年のミス・ジャパンに岩手県代表として出場し、グランプリを受賞した。
大学卒業後は看護師として高度急性期看護に従事していたが、ウェザーニュースLiVEキャスターオーディションに応募し、2023年1月に採用が決定。4月27日の『ウェザーニュースLiVE・サンシャイン』内（10時30分 - 11時）で、同期の魚住茉由と共にお披露目会が行われ、次番組の『ウェザーニュースLiVE・コーヒータイム』の前半1時間半（11時 - 12時30分）を担当。キャスターデビューとなった。
7月2日の『ウェザーニュースLiVE・サンシャイン』放送内で、防災士試験に合格したことを報告。Xで防災の日である9月1日に認定証が届いたことを報告した。

## 人物
- 趣味は料理・乗馬・絵を描くこと[1]。
- 好きな天気は曇り[3]。
- 好きな季節は夏[3]。
- 夏が好きだが、極度の暑がり。本人曰く「0℃以上は寒いとはいわない」とのこと[10]。
- 好きな食べ物はとうもろこし・イチゴ・梅干し・酢だこさん太郎[3]。
- 漫画を読むことが好き。特に手塚治虫・松本零士の漫画が好き[3]。
- 好きな漫画は藤子不二雄Ⓐの『魔太郎がくる!!』[11][1]。
- 冬になるとウインタースポーツを楽しむ（スキー派）[3]。
- 視力は2.0なので、普段からメガネやコンタクトレンズなどは付けていない[12]。
- 小学生時代、「どんぐりいちご」というペンネームで作品などを書いたり、コンクールに出したりしていた[13]。
- 他人の採血をするのは大丈夫だが、自分が人に採血されるのは苦手である[14]。
- ウェザーニューズ就職後、彼女が担当する回では「ようかい天気」というコーナーを担当。その縁もあり、2024年には「妖怪検定」を受験。10月に見事初級に合格し、「妖怪博士」となった[15][16]

## 出演
- ウェザーニュースLiVE・コーヒータイム（2023年4月27日 - ）
- ウェザーニュースLiVE・サンシャイン（2023年4月28日 - ）
- ウェザーニュースLiVE・モーニング（2023年5月5日 - ）
- ウェザーニュースLiVE・アフタヌーン（2023年6月1日 - ）
- ウェザーニュースLiVE・イブニング（2024年8月16日 - ）
- ウェザーニュースLiVE・ムーン（2025年4月10日 - ）